# Шоммер, Олег Семёнович
Оле́г Семёнович Шо́ммер (род. 11 декабря 1952, Саратов) — советский и российский журналист. Наибольшую известность получил как автор репортажей из Франции на «Первом канале» (ОРТ) и телеканале «ТВ Центр».

## Биография
Олег Шоммер родился 11 декабря 1952 года в Саратове. Окончил филологический факультет Саратовского государственного университета имени Н. Г. Чернышевского по специальности «преподаватель французского языка».
В 1975—1988 годах работал в Саратовском комитете по телевидению и радиовещанию. С 1988 по 1991 год — в Государственном комитете СССР по телевидению и радиовещанию.
С 1991 по 1992 год — корреспондент ВГТРК.
В 1992—1996 годах работал собственным корреспондентом РГТРК «Останкино» (впоследствии ОРТ) по Саратовской области. С 1994 года также был ведущим итоговой информационно-аналитической программы «Воскресенье», изначально заменяя Сергея Алексеева, затем являясь одним из постоянно сменявших друг друга ведущих. 7 апреля 1996 года провёл последний выпуск этой передачи. 
С 1996 по сентябрь 2005 года — собственный корреспондент ОРТ (с сентября 2002 г. — «Первого канала») во Франции.
Первый репортаж Олега Шоммера из Франции был посвящён теракту на станциях метро «Сен-Мишель» и «Монпарнас» в декабре 1996 года. За своё время работы в качестве корреспондента «первой кнопки» Олег Шоммер вёл репортажи в день гибели принцессы Дианы в августе 1997 года, в день столкновения над Боденским озером 1 июля 2002 года, в день катастрофы Boeing 737 под Шарм-эш-Шейхом 3 января 2004 года. Освещал деятельность президента Франции Жака Ширака, работал во время различных кинофестивалей, в том числе Каннского. Брал интервью у Жерара Депардьё, Мадонны, Боба Денара, Алена Делона, Мориса Дрюона и др.
Осенью 2005 года принял решение покинуть «Первый канал» и передал свои полномочия ведущей новостей телеканала Жанне Агалаковой.
В июне 2006 года принял предложение стать главным редактором журнала «Столичный стиль».
С января 2009 года по 2012 год — шеф Европейского бюро телеканала «ТВ Центр» в Париже, собственный корреспондент во Франции.
В 2013 году — руководитель по связям с общественностью АФК «Система».
В 2013 и 2014 годах был членом жюри конкурса «ТЭФИ-Регион» по направлению «Информационное телевещание».
Автор идеи и режиссёр документального фильма «Свет за окном» (2017 год). 
В настоящее время — преподаватель Высшей школы телевидения МГУ имени М. В. Ломоносова.

## Семья
Отец — Семён Михайлович Шоммер (1915—2003), работал на Саратовском радио, собственный корреспондент Всесоюзного радио по Саратовской области, главный редактор по подготовке программ для Центрального телевидения и радио.
Сын — Олег Олегович Шоммер (род. 1985), журналист; в прошлом — корреспондент телеканалов «ТВ Центр», «Москва 24» и «360° Подмосковье», сейчас работает на «RT France».

## Награды
- Медаль ордена «За заслуги перед Отечеством» II степени (11 ноября 2011) — за большие заслуги в развитии отечественного телерадиовещания и многолетнюю плодотворную деятельность[16].